# Кулінарні напівфабрикати
Кулінарні напівфабрикати— різноманітні продукти харчування, що надходять у продаж підготовленими для кулінарної обробки. Асортимент кулінарних напівфабрикатів різноманітний: вони можуть бути м'ясними, риб’ячими, овочевими, круп'яними та комбінованими. Напівфабрикати дозволяють уникнути трудомісткої роботи з первинної обробки сирих харчових продуктів. Кулінарні напівфабрикати слід відрізняти від кулінарних виробів, які готові до вживання в холодному або розігрітому вигляді.

## М'ясні напівфабрикати

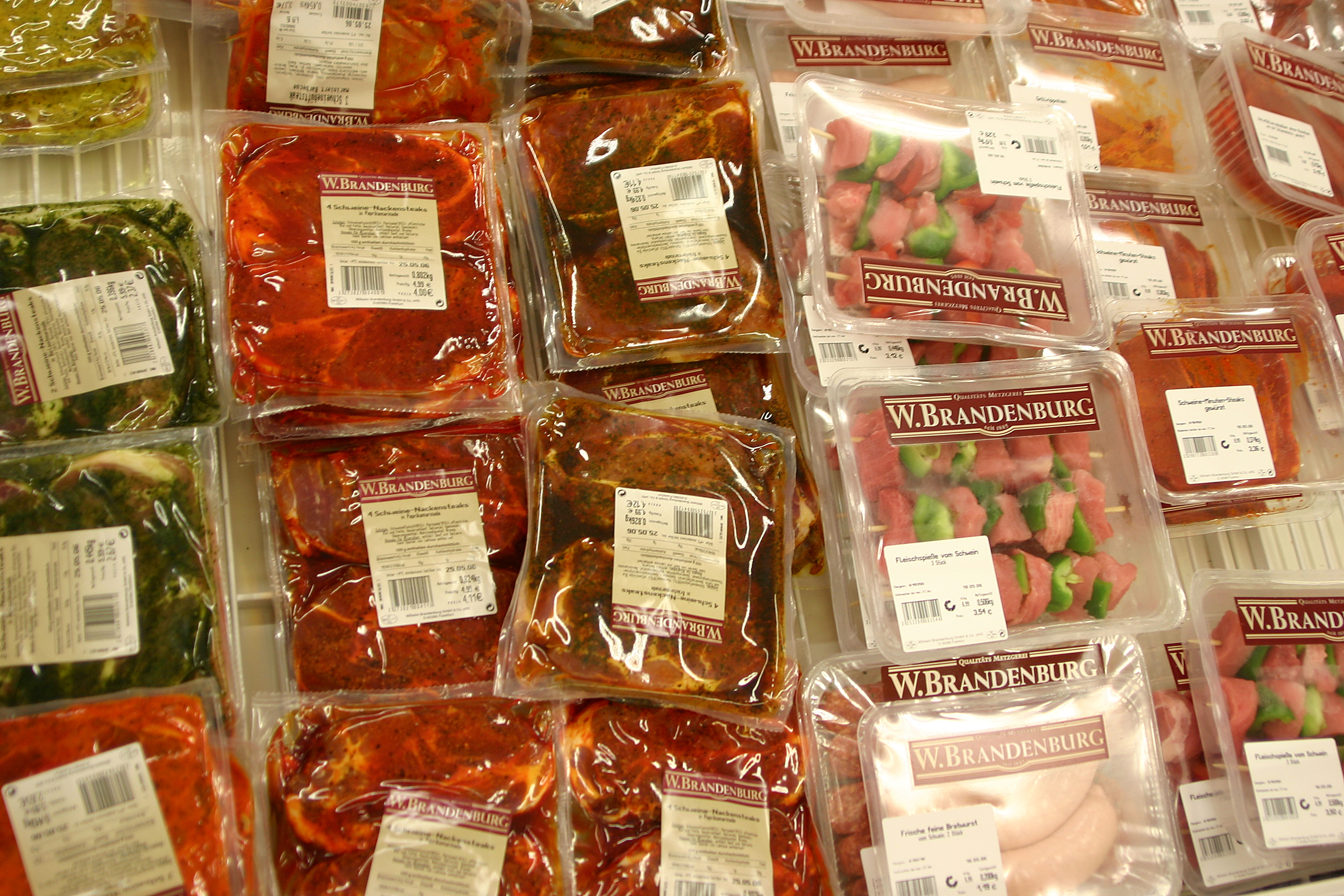
М'ясні напівфабрикати на прилавку супермаркету в Німеччині

М'ясні напівфабрикати за видом м'яса поділяються на яловичі, баранячі та свинячі, а за обробкою — на натуральні, паніровані та рубані. До м'ясних напівфабрикатів відносять фарш і пельмені.
Натуральні м'ясні напівфабрикати є шматками м'яса від яловичих, баранячих і свинячих туш, вони у свою чергу бувають крупно- і дрібнокусковими та порційними. Крупнокускові напівфабрикати з яловичини і свинини не містять кісток: вирізка яловича з клубово-поперекового м'яза, тонкий край яловичий, товстий край яловичий, задньотазова яловича частина, а також вирізка задня свиняча, шия свиняча. Дрібнокускові напівфабрикати отримують з яловичини, свинини і баранини, вони придатні для смаження бефстроганов, піджарка, шашлик), тушкування (гуляш, плов, рагу) та варіння (суповий набір). Порційні напівфабрикати - шматки м'яса з найніжніших м'язів: антрекоти, біфштекси, ескалопи, філе, а також яловичина, свинина та баранина духові.
Паніровані м'ясні напівфабрикати - вироби зі шматків м'яса, змащені яєчною масою і обвалені у сухарній паніровці. Рубані напівфабрикати отримують з м'ясного фаршу з додаванням яєць, солі та спецій. До них відносять: біфштекс, шніцель, купати, котлети, тефтелі та ін. М'ясні напівфабрикати упаковують в ящики, картонні коробки з отворами для циркуляції повітря, прозору плівку та полімерні матеріали.

## Риб’ячі напівфабрикати

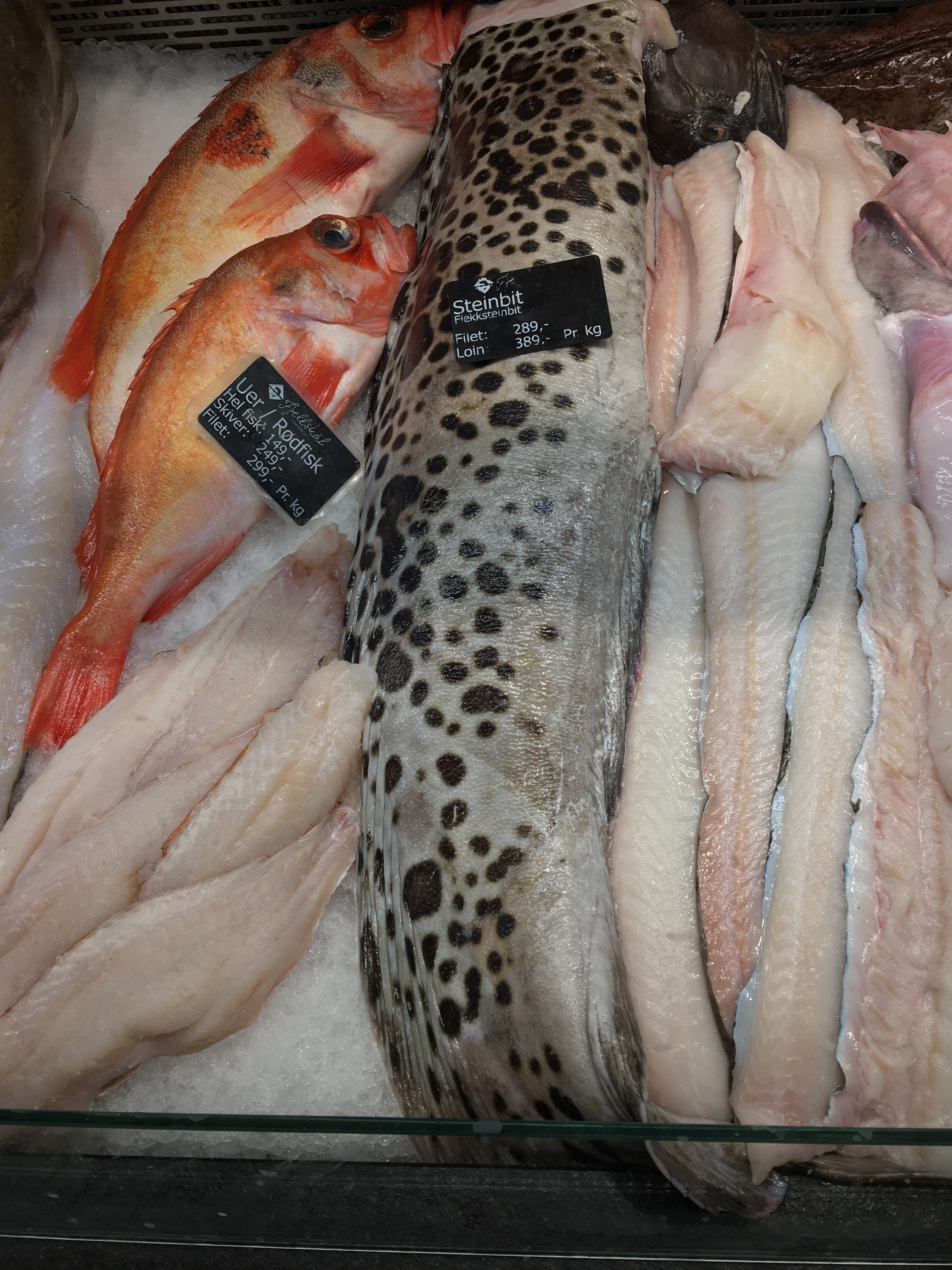
Патрана риба на прилавку риб’ячого ринку в Бергені

Риб’ячі напівфабрикати є в основному готовою продукцією, що не вимагає трудомісткого процесу патрання риби, вже підготовленої до теплової обробки і поставляється споживачеві в охолодженому або замороженому вигляді. Виробництво риб’ячих напівфабрикатів дозволяє раціональніше розпоряджатися риб’ячою сировиною порівняно з реалізацією риби цілою, не патраною, оскільки неїстівні відходи переробки риб’ячої сировини йдуть на приготування кормової продукції. На суднах риб’ячі напівфабрикати заготовлюються із щойно виловленої риби з наступним заморожуванням, але на берегових підприємствах — з живої і свіжої, чи з мороженої риби після розморожування.
До риб’ячих напівфабрикатів відносять спеціально оброблену рибу, риб'яче філе, риб’ячий харчовий фарш, риб’ячі супові набори, риб’ячі котлети і риб’ячі шашлики, а також готові до споживання кулінарні вироби. До риб’ячих напівфабрикатів також відноситься сушена риба стокфіск і кліпфіск, отримана холодним методом сушіння, яка для кулінарної доробки піддається замочування.
На відміну від риб’ячих напівфабрикатів, риб’ячі кулінарні вироби готові до вживання в холодному або розігрітому вигляді. Їх поділяють на такі види: натуральні (риба смажена, відварена, печена, заливна, зельци, рулети), з риб’ячого фаршу (котлети, ковбаси, сосиски, риба фарширована), рибоборошняні (пиріжки, кулеб'яки, біляші, чебуреки з риб’ячою начинкою), риб'ячі масла (оселедцеве, креветкове та ікорне), із солоних оселедцевих риб і скумбрії (паста, оселедець рубаний), заморожені (плов риб’ячий, солянка риб’яча, вуха риб’ячі, риб’ячі смажені палички).